# Niclas Etelävuori
Niclas Etelävuori (ur. 8 listopada 1971) – fiński muzyk, kompozytor i instrumentalista, a także inżynier dźwięku. Niclas Etelävuori znany jest przede wszystkim z występów w zespole Amorphis, którego jest członkiem od 2000 roku. Wraz z zespołem nagrał siedem albumów studyjnych, a także otrzymał nagrodę fińskiego przemysłu fonograficznego Emma-gaala. W latach 1999–2010 równolegle występował w formacji Verenpisara. Wcześniej, w latach 90. występował w zespole Kyyria. Od 2002 roku wraz z innymi członkami Amorphis współtworzy projekt To Separate the Flesh from the Bones. 
Jako muzyk sesyjny współpracował z zespołami Hexfire i Moonspell. Okazjonalnie pracuje jako inżynier dźwięku, w dorobku ma współpracę z zespołami Chaosbreed i Diamanthian. Od 2009 roku jest także członkiem grupy Grease Helmet. 

## Instrumentarium
- G&L L-2000 Bass Black[10]
- Fender Precision '74 Natural[10]
- Seymour Duncan Pickups[10]
- Ampeg SVT II, Ampeg 810 Speaker[10]
- T-rex Squeezer compressor[10]
- T-rex Bass Juice Distortion[10]
- T-rex Fuel Tank Power Supply[10]
- Boss TU-2 Tuner[10]
- Sans Amp Bass DI[10]
- Digitech BassSynthWah[10]

## Dyskografia
| - Kyyria - Blessed Ravings (1995, Zen Garden) - Kyyria - Alien (1997, Spinefarm Records) - Kyyria - Inner Wellness (1998, GUN Records) - Amorphis - Am Universum (2001, Relapse Records) - Verenpisara - Aamunodottaja (2002, Terrier) - Moonspell - The Antidote (2003, Century Media Records) - Amorphis - Far from the Sun (2003, Virgin, EMI) - Verenpisara - Happosadetta (2003, Terrier) - Chaosbreed - Brutal (2004, Century Media Records, miksowanie) - Verenpisara - Irtileikattu (2005, Ranka Recordings) |  | - Diamanthian - The Infinite (2005, Black Aura, miksowanie, inżynieria dźwięku) - Amorphis - Eclipse (2006, Nuclear Blast Records) - Jeff Walker Und Die Flüffers - Welcome To Carcass Cuntry (2006, Cargo) - Amorphis - Silent Waters (2007, Nuclear Blast Records) - Moonspell - Night Eternal (2008, SPV GmbH, Steamhammer) - Amorphis - Skyforger (2009, Nuclear Blast Records) - Amorphis - The Beginning of Times (2011, Nuclear Blast Records) - Hexfire - The Fire of Redemption (2011, Nightmare Records) - Amorphis - Circle (2013, Nuclear Blast Records) |